# NMBS/SNCB-Reihe 602/603 (1954)
Als Reihe 602 und Reihe 603 werden Verbrennungstriebwagen der Nationalen Gesellschaft der belgischen Eisenbahnen bezeichnet, die von 1954 bis 1955 bei den Ateliers Metallurgiques de Nivelles gebaut worden sind. Sie erhielten zunächst die Baureihenbezeichnungen der in den 1930er-Jahren gebauten und im Zweiten Weltkrieg zerstörten Dieseltriebwagen der Reihe 602 und der Reihe 603. Ab 1971 wurden sie als Reihe 42 und Reihe 43 bezeichnet.

## Geschichte

### Bestellung und Auslieferung
Nach dem Zweiten Weltkrieg herrschte in Belgien ein großer Mangel an Dieseltriebwagen, da während des Krieges viele Fahrzeuge durch Kampfeshandlungen zerstört worden waren. Nachdem 1952 eine erste Serie von mit Brossel-Motoren ausgestatteten Schienenbussen der Reihe 554 in Dienst gestellt wurde, strebte die Nationale Gesellschaft der Belgischen Eisenbahnen eine umfangreichere Bestellung von Dieseltriebwagen an. Im Rahmen dieser Bestellung wurden hauptsächlich für den Verkehr zwischen Dinant und Virton je 10 Triebwagen der Reihen 604 und 605 bei Atelier Germain bestellt. Gleichzeitig erfolgte die Bestellung von 30 Triebwagen der Reihe 603 und 6 Triebwagen der Reihe 602 bei den Ateliers Metallurgiques de Nivelles. Die 6 Fahrzeuge der Reihe 602 waren für den Zubringerverkehr zum Brüsseler Flughafen optimiert und unterschieden sich von den Triebwagen der Reihe 603 durch zusätzliche Plätze der ersten Klasse und ein Gepäckabteil.

### Umbauten zwischen den Reihen
Im September 1957 wurde ein Triebwagen der Reihe 602 zur Reihe 603 umgebaut. Doch bereits im nächsten Jahr erfolgte ein Umbau von 6 Fahrzeugen der Reihe 603 zur Reihe 602, da für die zahlreich erwarteten auswärtigen Besucher der Expo 58 in Brüssel zusätzliche Züge zum Flughafen eingelegt wurden. Nach dem Ende der Expo wurden nur fünf der zuvor umgerüsteten Einheiten wieder zurückgebaut, sodass die Zahl der vorhandenen Fahrzeuge der Baureihe 602 sich wieder auf 6 Stück belief. Im Jahr 1971 wurden die Fahrzeuge der Reihe 602 zur Reihe 42, die Fahrzeuge der Reihe 603 zur Reihe 43 umgezeichnet. Ein Jahr darauf endete der Einsatz der Reihe 42 im Zubringerverkehr für den Brüsseler Flughafen, sämtliche Einheiten wurden zur Reihe 43 umgebaut. Somit gab es zu diesem Zeitpunkt 36 Fahrzeuge der Reihe 43; die umgebauten Triebwagen erhielten die Nummern 4331 bis 4336.

### Modernisierung und Ausmusterung
In den 1980er-Jahren wurde eine Überholung der Triebwagen durchgeführt. Mittlerweile sind sämtliche Züge aus dem regulären Betrieb ausgeschieden; zwei Fahrzeuge – die Triebwagen 4302 und 4333 – sind museal erhalten.

## Technik
Sämtliche Fahrzeuge sind mit einem einzelnen 6-Zylinder-Dieselmotor des Herstellers Carels ausgestattet. Dieser treibt über ein hydraulisches Getriebe den innenliegenden Radsatz eines der beiden Drehgestelle an. Der andere Radsatz dieses Drehgestells ist nicht angetrieben. Das zweite Drehgestell ist ein reines Laufdrehgestell; der Achsabstand innerhalb dieses Drehgestells ist geringer.

## Bilder

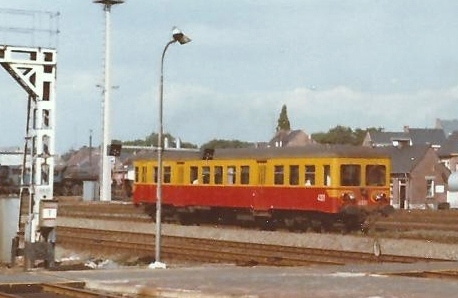
Reihe 43 in Tournai 1979
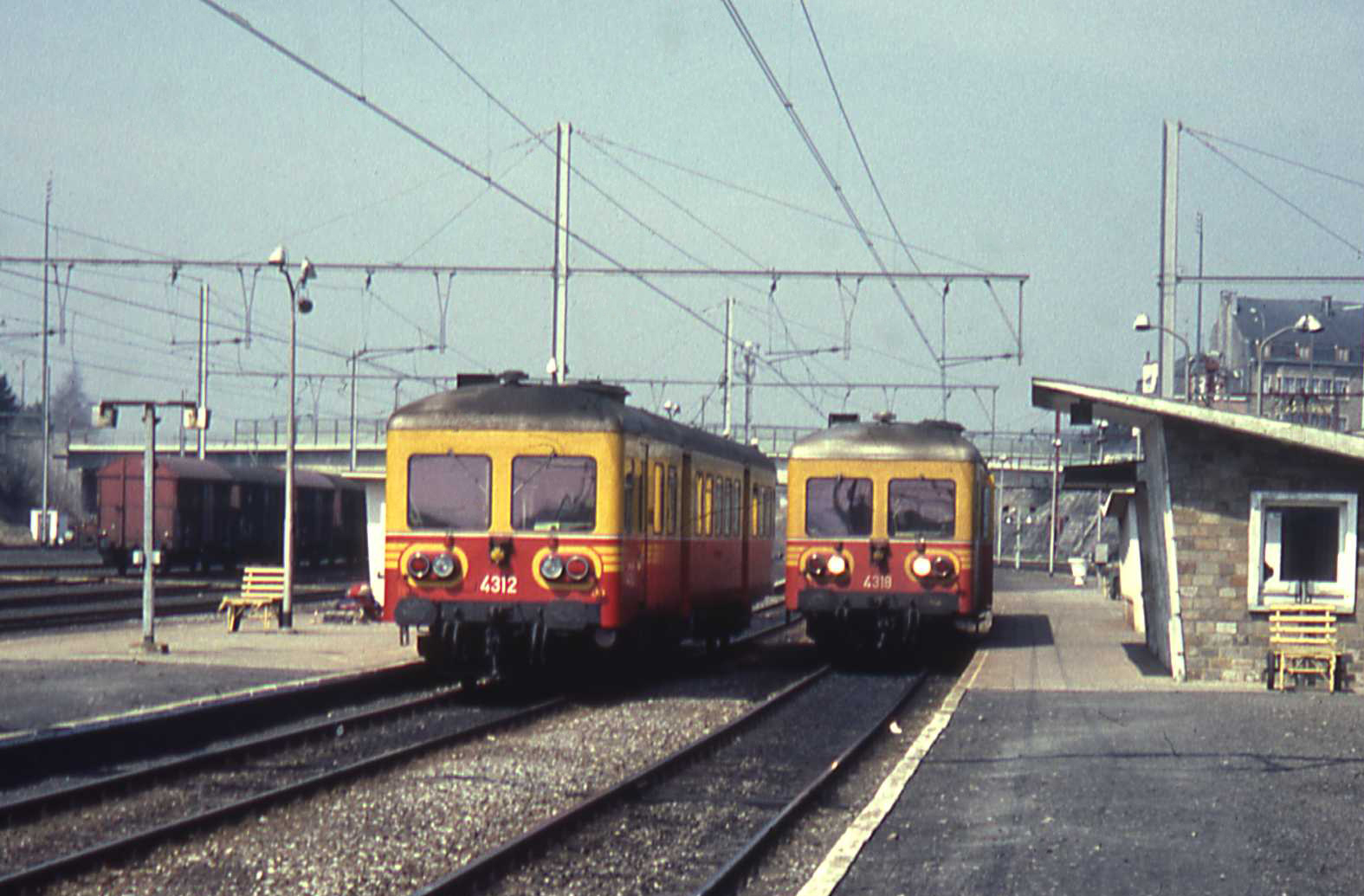
4312 und 4318 in Libramont 1984
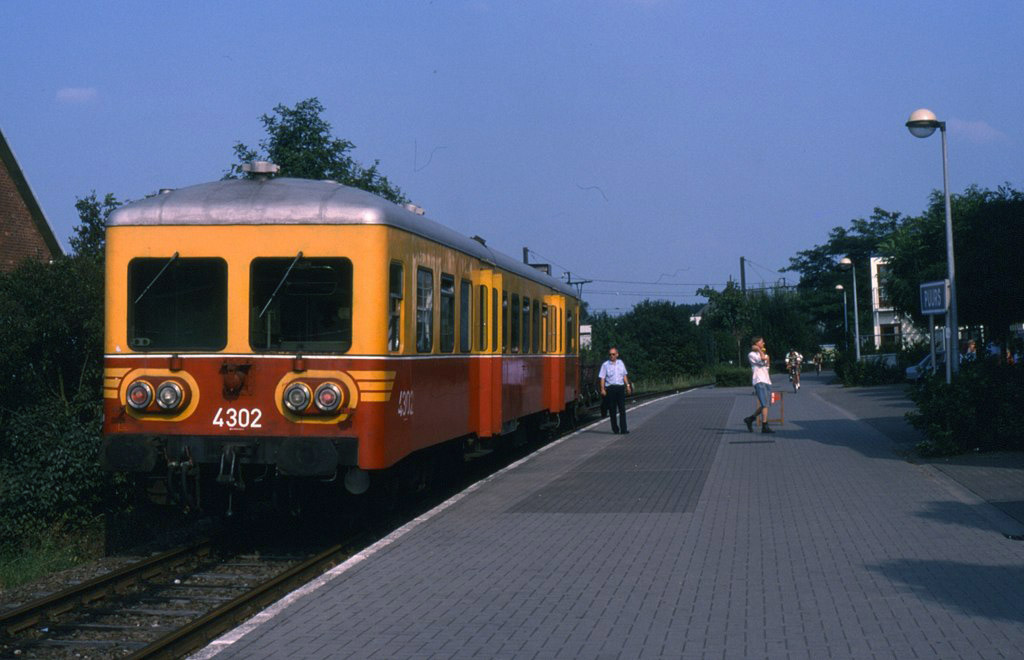
Museumsfahrzeug 4302 in Puurs 1997
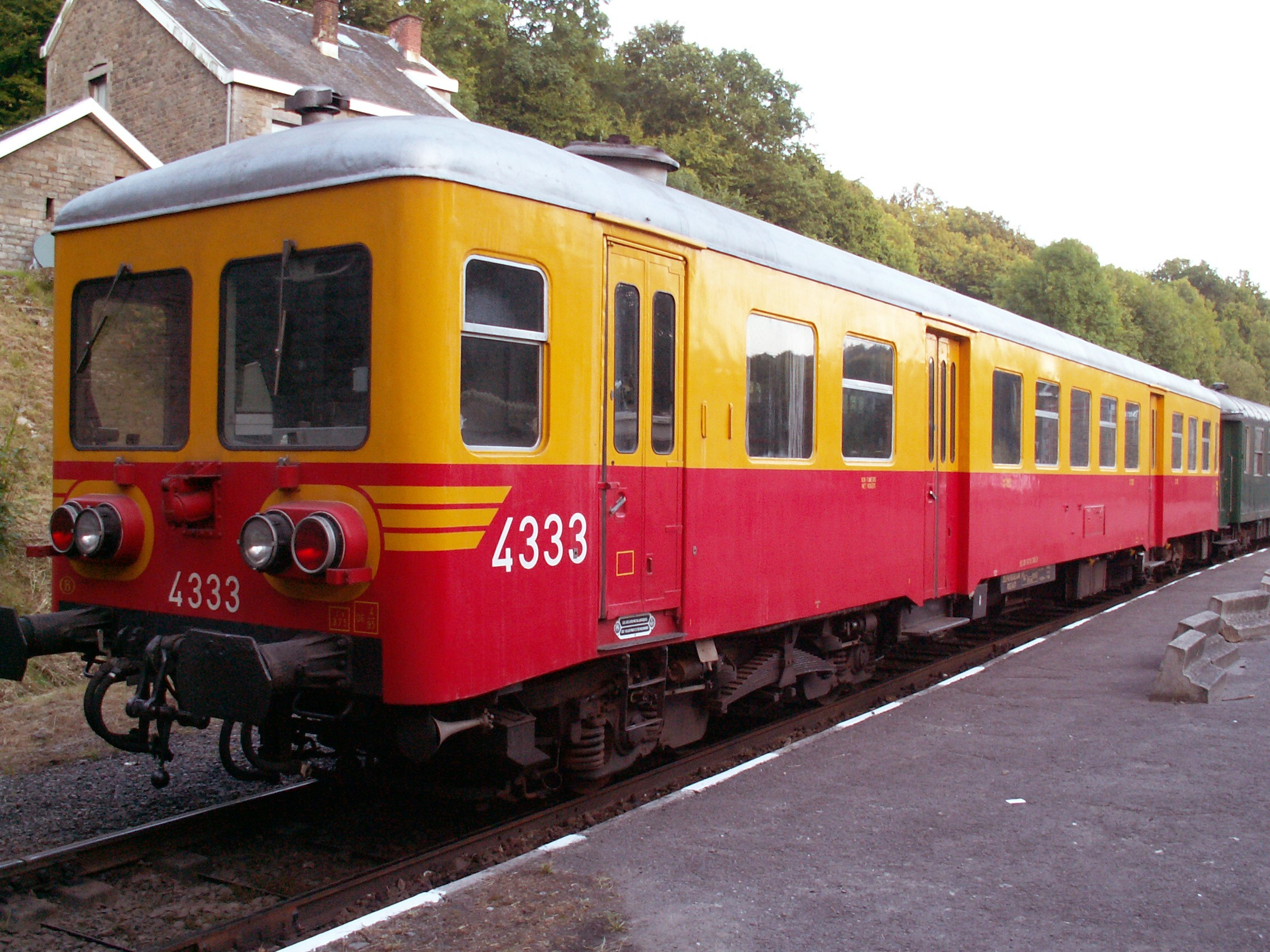
Museumsfahrzeug 4333, ehem. Reihe 602, im Jahr 2009